# Saura Sermenghi

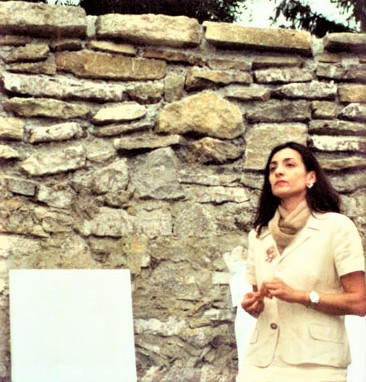
Europa-Wand Kaisersteinbruch, Saura Sermenghi 2001

Saura Sermenghi (* Castel San Pietro Terme, Bologna) ist eine italienische Künstlerin, Architektin, Bildhauerin und Kulturphilosophin.

## Leben und Werke
Saura Sermenghi absolvierte ihr fünfjähriges Abschluss an der Universität für Architektur in Florenz. Die Dissertation schrieb sie an der Technischen Universität München unter der Schirmherrschaft des „Erasmus European Project“ mit Cum laude. Sie arbeitete im Stadtplanungsbüro von Architekt Bernhard Winkler in Starnberg (München) und begann eine Ausbildung, aus der sich eine fünfjährige Zusammenarbeit entwickelte. Sie bestand das Staatsexamen als Architektin und ist Mitglied des Architektenordens von Bologna.
Sermenghi eröffnete 1997 ihr Atelier „Studio Saura Sermenghi“ in Bologna und beschäftigte sich mit der Produktion von Kunstwerken, der Renovierung privater Gebäude, Planung und Bauüberwachung öffentlicher Schulen.
Seit 2008 befinden sich ihre in Russland geschaffenen Multiplex-Kinoprojekte in Moskau, Surgut, Jekaterinburg, Uljanowsk, Nischni Nowgorod, Wologda, Woronesch, Jaroslaw, Ufa.
Ihre Kunstwerke im öffentlichen Raum sind in Bologna, Abano Terme, Genua und Kaisersteinbruch in Österreich zu sehen.
Die (unbekleidete) Wäscherin von Sermenghi wurde 2001 in der Via della Grada in Bologna aufgestellt. Diese Skulptur erinnert an die Wäscherinnen des 18./19. Jahrhunderts, die an diesem Abschnitt des Reno-Kanals die Kleidung wohlhabender Bologneser Familien wuschen.
- Dossier 2021/22 Nackte oder Märtyrerin? S. 3, 8–11.[5]

Das Internationale Europasymposium für Bildhauer Kaisersteinbruch im Burgenland, lud 2001 Saura Sermenghi ein, Italien in Europa darzustellen. Mit den Länderplatten der Bildhauer Hugo Marxer (Liechtenstein) und Andrej Grabrovec (Slowenien), wurde die Europa-Wand erweitert. 2006 gestaltete sie das Flachrelief San Marino, gemeinsam mit Dina Hviid, Schweden.

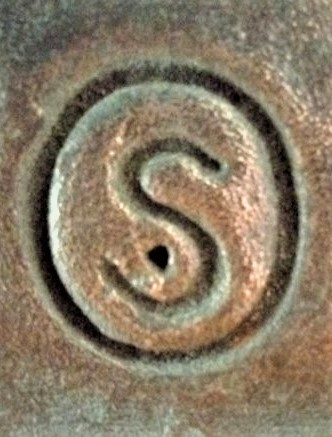
Signatur
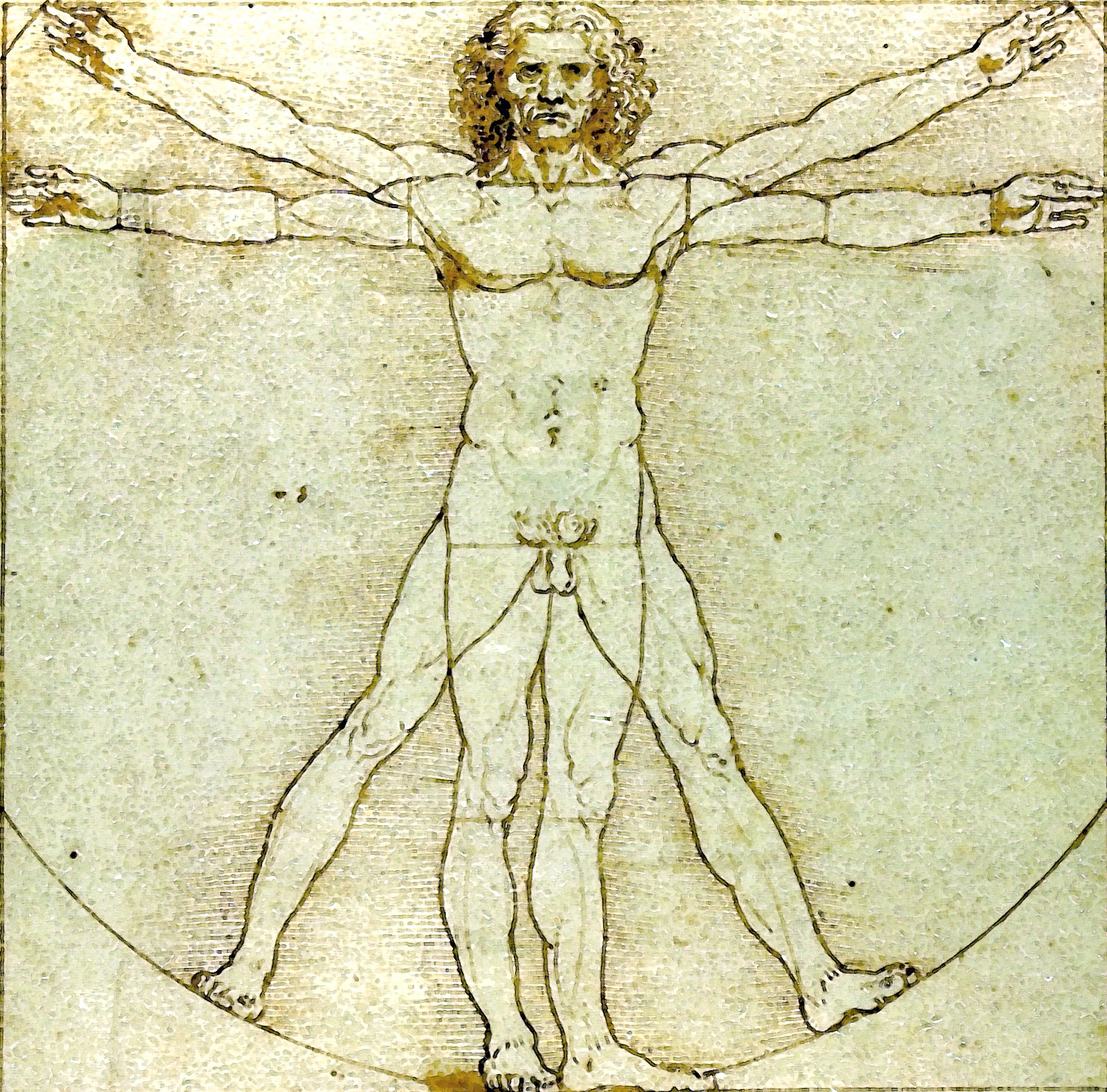
Leonardo da Vinci Der vitruvianische Mensch 1492
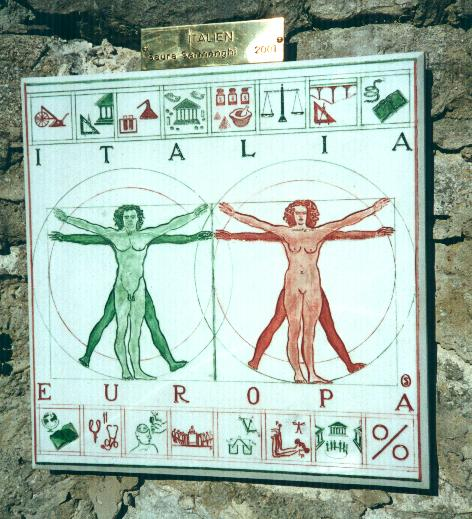
Mensch: Mann und Frau, Länderplatte „Italien“ in Europa 2001
1-Euro-Münze, Italien 2002
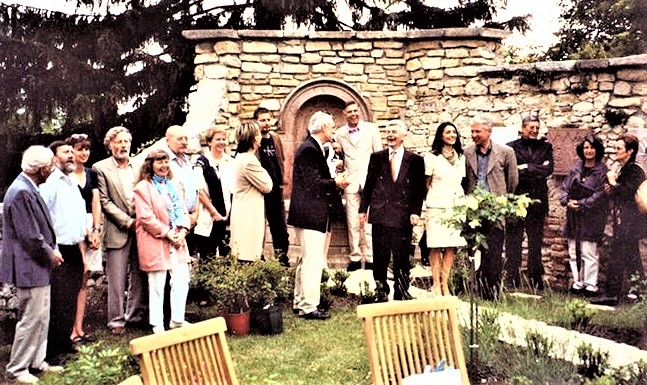
Symposium 2001 Bildhauer Hugo Marxer, Georg Miks, Andrej Grabrovec, Saura Sermenghi
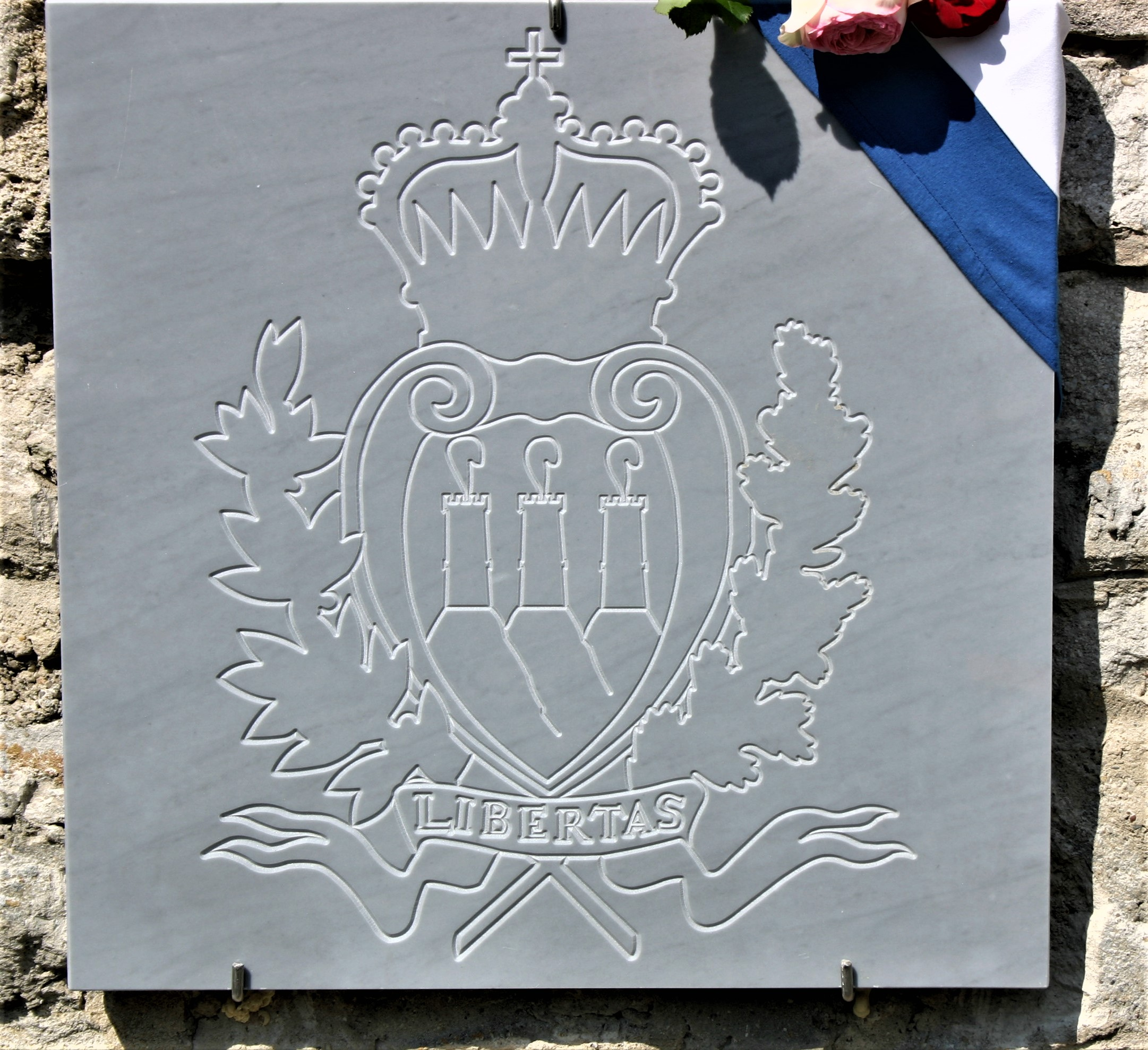
Länderplatte San Marino 2006

2006 nahm sie teil an der Internationalen Kunstausstellung zur Reflexion des Sports, Friaul:
Sequals, in der Villa Carnera, Gedenken an den 100. Geburtstag von Primo Carnera, italienischer Schwergewichts-Boxweltmeister
- Skulptur (Eisen und Farbe, 280 × 145 × 145 cm).[8]

Sie ist Präsidentin des Kulturvereins „Centro Studi Claterna Giorgio Bardella und Aureliano Dondi“. Thema ist die Archäologie; 2016/2019 (Auswahl)
- „Gespräche über Archäologie“, die bildende Kunst und Landschaft der Metropole Bologna und der Provinzen Modena, Reggio Emilia und Ferrara. Kulturverein „Centro Studi Claterna Giorgio Bardella[9] und Aureliano Dondi“.
- Präsidentin Sermenghi äußert „Wissenschaftliche Forschung ist von strategischer Bedeutung für den Schutz des kulturellen Erbes“.[10]

2016Ausstellung: Claterna, Bilder einer verschütteten römischen Stadt. Texte und Planung Studio Saura Sermengi.
2017Forum Cornelli